# Jaganta
Jaganta es una localidad española del municipio de Las Parras de Castellote, perteneciente a la provincia de Teruel, en la comunidad autónoma de Aragón.

## Geografía
Barrio del cercano pueblo de Las Parras de Castellote, situado a 2,5 km.

## Historia
A mediados del siglo XIX, el lugar, perteneciente ya por entonces al municipio de Las Parras, tenía contabilizada una población de 185 habitantes. La localidad aparece descrita en el noveno volumen del Diccionario geográfico-estadístico-histórico de España y sus posesiones de Ultramar de Pascual Madoz de la siguiente manera: 

JAGANTA: ald. dependiente del ayunt. de las Parras (1/2 hora) en la prov. de Teruel (25 1/2), part. jud. de Castellole (1 1/2), dióc., aud. terr. y c. g. de Zaragoza: sit. en la vertiene á la parte S. de una montaña por cuyo fondo pasa un arroyo que la divide de su ayunt. dejándolo á la der.; las circunstancias de su clima y vientos son las mismas que las de las Parras. Se compone esta ald. de 43 casas repartidas en dos calles y una plaza, unas y otra sin empedrar y de mal piso; tiene dos fuentes que surten á los vec. del agua necesaria; una igl. parr. de entrada servida por un ecónomo esclaustrado, dedicada á los apóstoles San Felipe y Santiago; el templo es de piedra y de una solidez estremada de 108 palmos de long. y 74 de lat.; se construyó, segun una inscripcion que se lee en la puerta, en el año de 1742. Ademas del altar mayor tiene 7 capillas colaterales en las que hay diversos santos: enfrente de la igl. esta el cementerio que en nada perjudica á la salud pública, y un poco mas distante una erm. en la que se venera á San Pedro Mártir. Las circunstancias del terr., prod. y demas, pueden verse en el articulo de Las Parras dentro de cuyo térm. está comprendida esta ald. pobl.: 50 vec., 185 alm. contr.: con su ayunt. (V.)
(Madoz, 1847, p. 574)

## Patrimonio

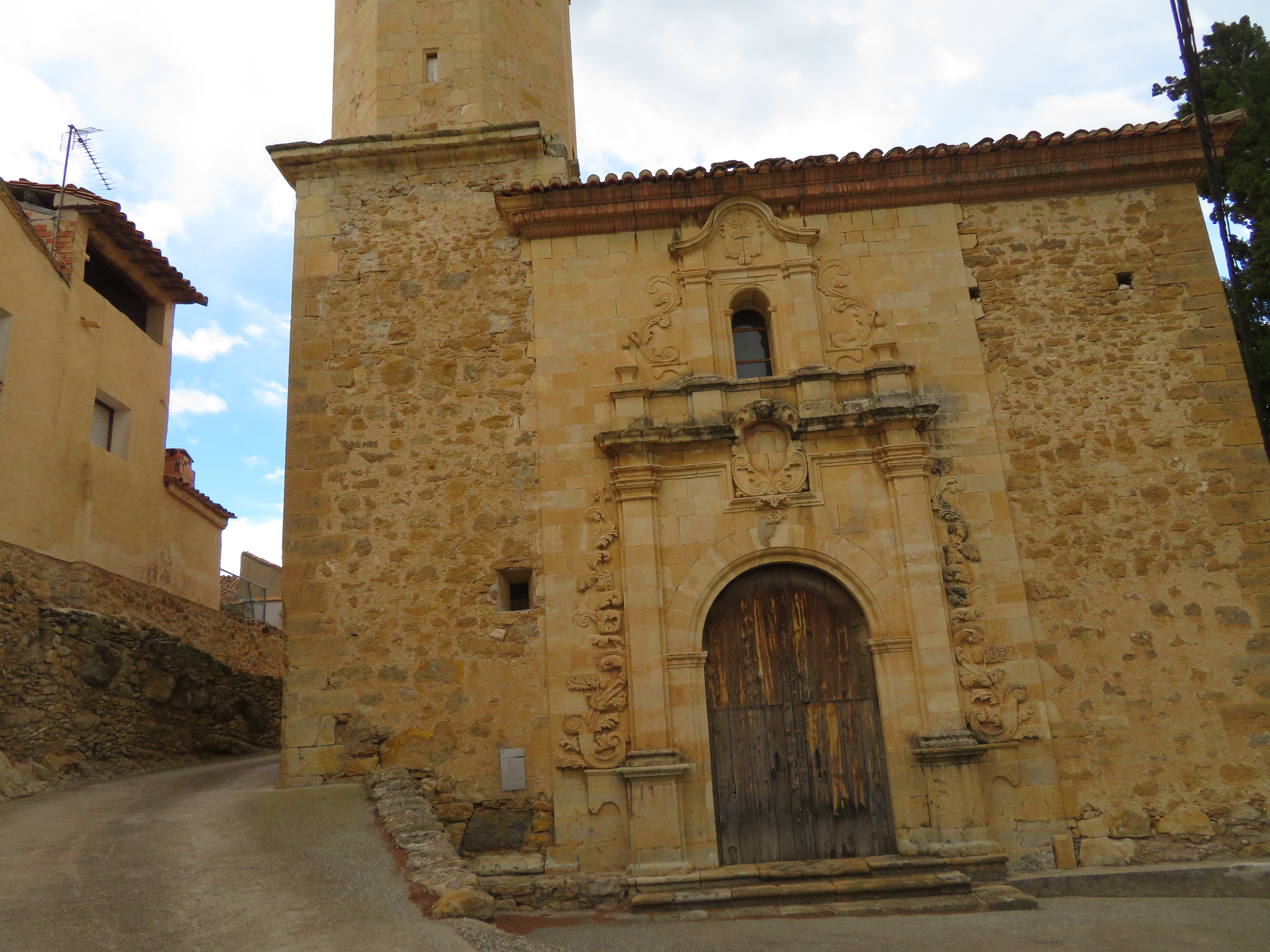
Iglesia de San Felipe y Santiago de Jaganta y Parras de Castellote.

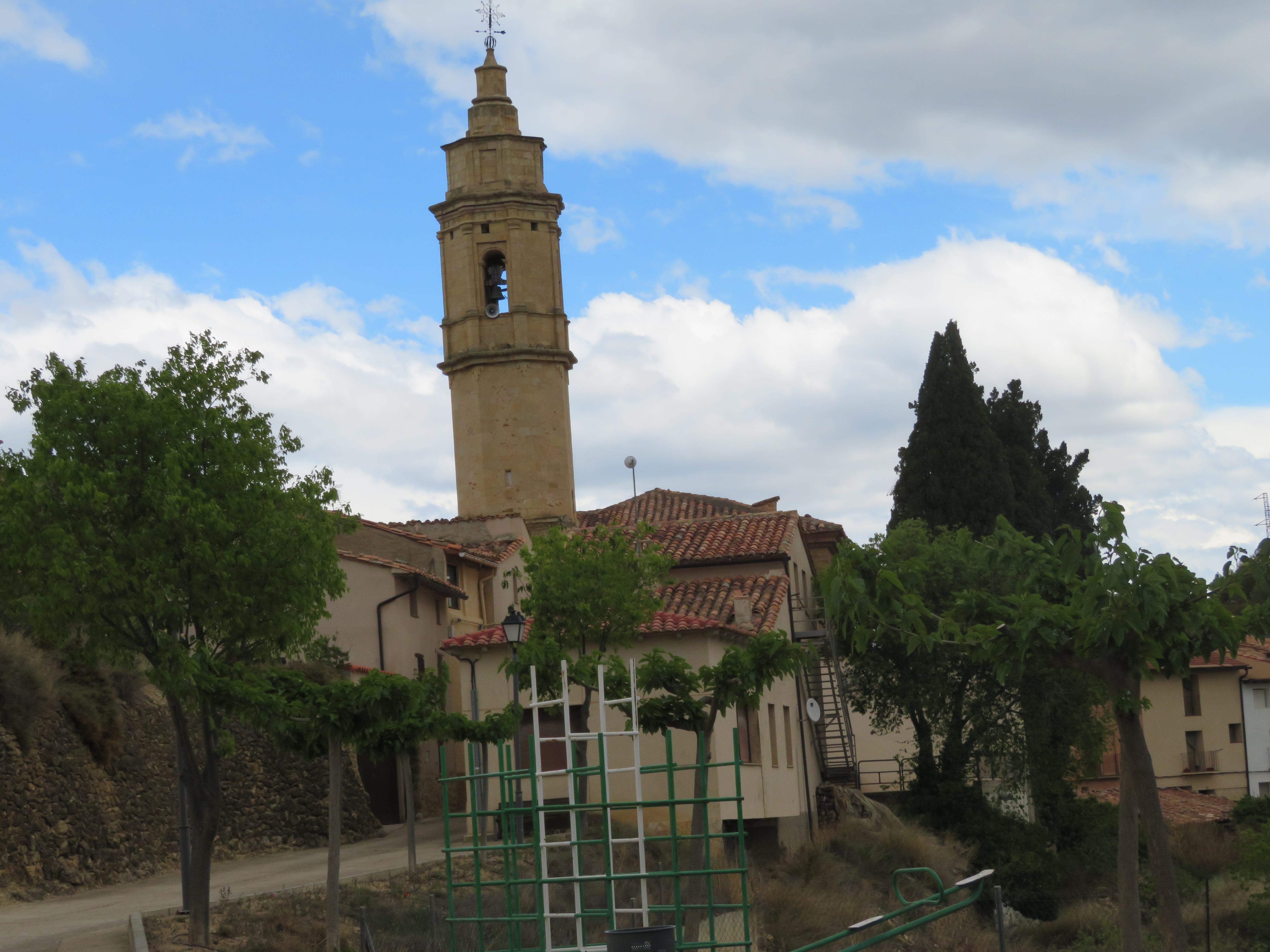
Jaganta-Parras de Castellote (Teruel).

En la localidad hay una almazara del siglo XVII del sistema de prensa de libra, de origen árabe y recuperado en los años 1994-1995. Además en el lugar se encuentra la iglesia de San Felipe y Santiago del siglo XVIII, construida en mampostería. La ermita de San Pedro está situada fuera del casco urbano.

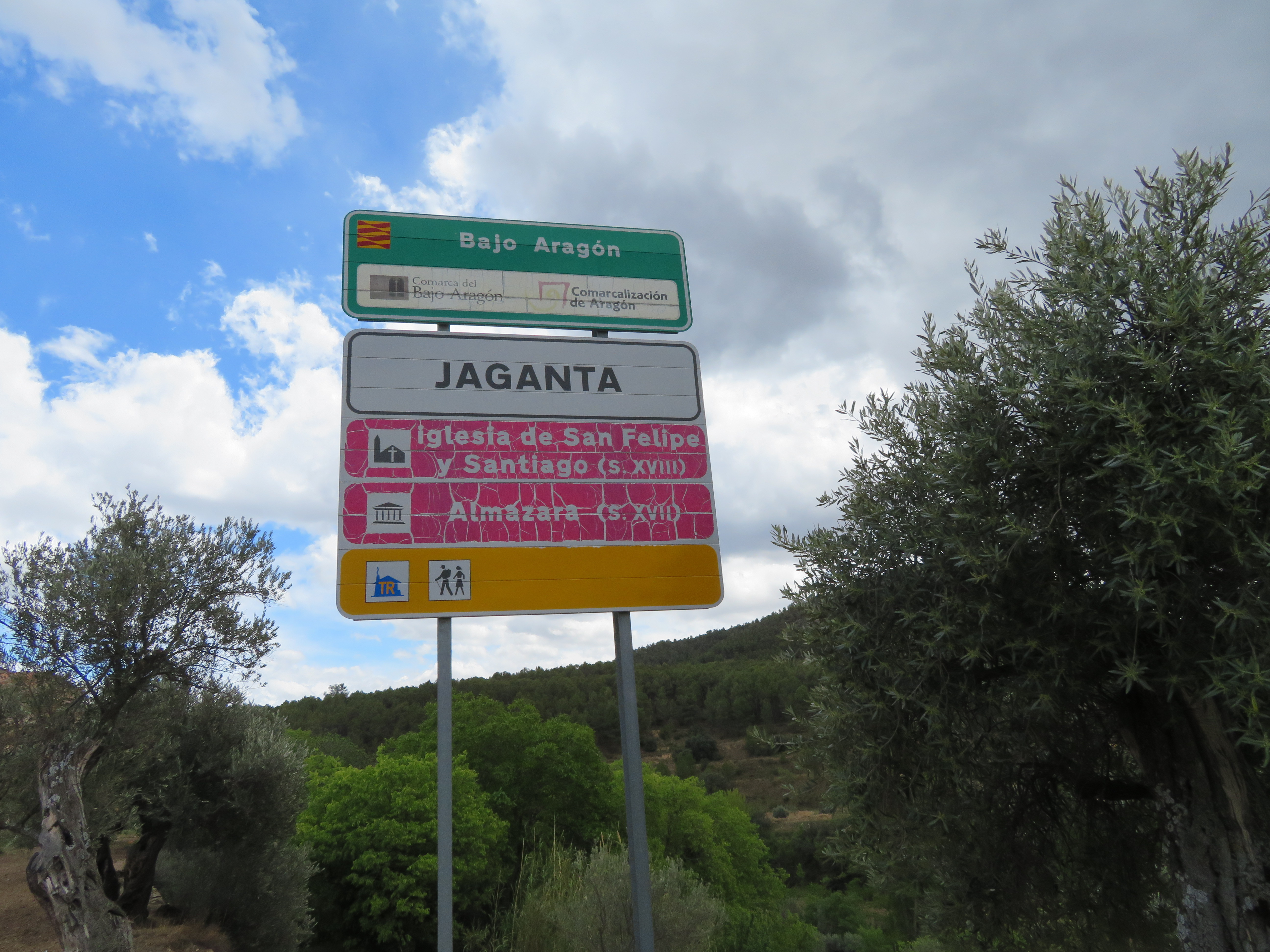
Jaganta-Parras de Castellote (Teruel).

## Bibliografía

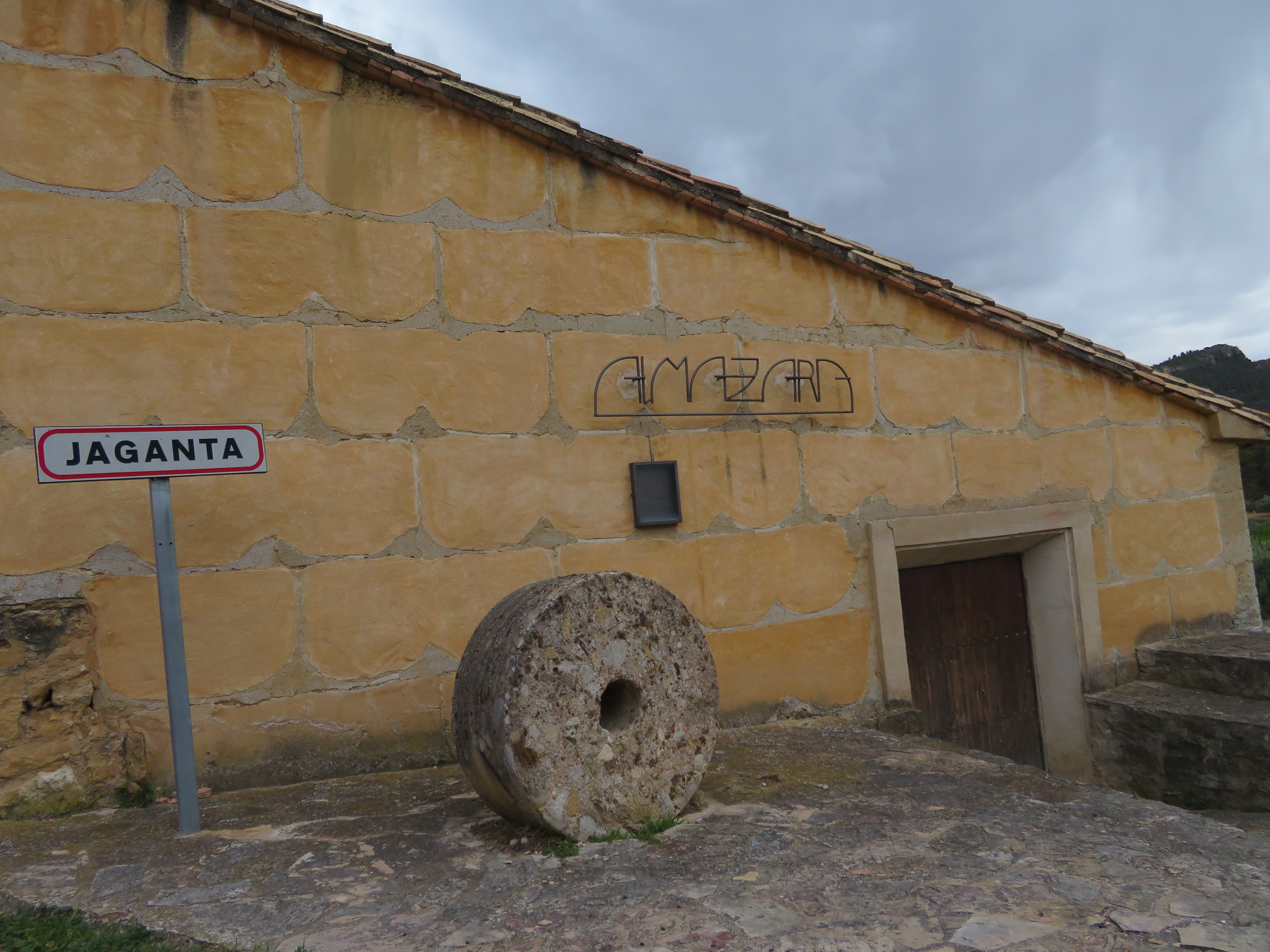
Almazara de Jaganta (Teruel).